# Здебський Юрій Вікторович
Юрій Вікторович Здебський (нар. 24 грудня 1972, селеще Любар, Житомирська область) — український полковник, ветеран військової служби. Начальник відділу по роботі з персоналом Східного регіонального управління (І категорії) Державної прикордонної служби України. Народний депутат України IX скликання.

## Життєпис
Закінчив Харківський військовий університет (спеціальність «Математичне забезпечення автоматизованих систем управління»). Здебський отримав кваліфікацію офіцера управління оперативно-тактичного рівня в Національній академії прикордонних військ України імені Б. Хмельницького.
За час проходження служби займав посади різного рівня від командира нижчого рівня до заступника командира військової частини, начальника відділу регіонального управління та помічника начальника регіонального управління.
З 2014 по 2016 рік брав участь в антитерористичній операції на ділянках Донецької та Луганської областей. За результатами проходження служби відзначений відомчими та державними нагородами.
У серпні 2018 року (за вислугою повних 28 календарних років) у званні полковника звільнився із військової служби.
Кандидат у народні депутати від партії «Слуга народу» на парламентських виборах у 2019 році (виборчий округ № 172, частина Індустріального, частина Московського районів м. Харкова). На час виборів: тимчасово не працює, проживає в м. Харкові. Безпартійний.
З 2019 року народний депутат України та член Комітету ВРУ з питань національної безпеки, оборони та розвідки. 

## Скандали
У березні 2022 року, під час повномасштабного вторгнення РФ до України, помічника Здебського, відставного ветерана військової служби Ігоря Гармашова, було затримано СБУ. Його в лютому 2014 року було завербовано представниками ФСБ РФ, і він до лютого 2022 року допомагав ворожій розвідці у здійсненні підривної діяльності проти України.
За словами нардепа Гармашов працював на громадських засадах, робочого місця в комітеті й допуску до держтаємниці не мав. За даними Здебського, Гармашов був секретарем групи з прикордонної діяльності та працював із відкритими даними, пов'язаними з кордоном.

## Нагороди
- Грамота Харківської обласної ради[2]